# Döllnitz (Kasendorf)
Döllnitz (oberfränkisch: Dölds) ist ein Gemeindeteil des Marktes Kasendorf im Landkreis Kulmbach (Oberfranken, Bayern). Die Gemarkung Döllnitz hat eine Fläche von 4,245 km². Sie ist in 626 Flurstücke aufgeteilt, die eine durchschnittliche Flurstücksfläche von 6780,74 m² haben. In ihr liegen neben dem namensgebenden Ort die Gemeindeteile Krumme Fohre (zum Teil) und Pulvermühle.

## Geographie
Das Dorf liegt am Friesenbach. Die Staatsstraße 2189 führt nach Krumme Fohre zur Staatsstraße 2190 (1,3 km nordwestlich) bzw. an Todtenhaus vorbei nach Thurnau (2,2 km südlich). Die Kreisstraße KU 5 führt nach Hutschdorf (1,6 km östlich). Eine Gemeindeverbindungsstraße führt an der Papiermühle vorbei nach Heubsch (1,7 km westlich).

## Geschichte
1250 wurde ein „von Dolnce“, ein Eigenritter der Förtsch von Thurnau, urkundlich erwähnt. Dies ist zugleich die erste urkundliche Erwähnung des Ortes. 1286 wurde der Ort „Tolenz“ genannt, 1398 erstmals „Dolniz“. Dem Ortsnamen liegt das slawische Wort dolů (=Tal) mit Zugehörigkeitssuffix -ice zugrunde und bedeutet demnach Ort im Tal.
Gegen Ende des 18. Jahrhunderts bestand Döllnitz aus 32 Anwesen. Das Hochgericht übte das Giech’sche Herrschaftsgericht Thurnau aus. Dieses hatte zugleich die Dorf- und Gemeindeherrschaft. Grundherren waren das Herrschaftsgericht Thurnau (22 Anwesen: 1 Mühle, 1 Halbhof, 2 Viertelhöfe, 2 Güter, 1 Gütlein, 1 Gütlein mit Schmiederecht, 6 Söldengüter, 1 Tropfgütlein, 5 Häuser, 1 Häuslein, 1 Tropfhäuslein), das Rittergut Thurnau (6 Anwesen: 4 Halbhöfe, 1 Söldengut, 1 Haus mit Hofrait), die Hospitalverwaltung Thurnau (1 Söldengut), die Pfarrei Thurnau (1 Hof, 1 Gut) und der Bischöfliche Lehenhof Bamberg (1 Hofstatt).
Von 1797 bis 1810 unterstand der Ort dem Patrimonialgericht Thurnau. 1810 kam Döllnitz an das Königreich Bayern. Mit dem Gemeindeedikt wurde Döllnitz dem 1811 gebildeten Steuerdistrikt Peesten zugewiesen. Mit dem Zweiten Gemeindeedikt (1818) entstand die Ruralgemeinde Döllnitz, zu der Hammerhaus, Hammermühle und Pulvermühle gehörten. Sie war in Verwaltung und Gerichtsbarkeit dem Herrschaftsgericht Thurnau (ab 1852 Landgericht Thurnau) zugewiesen und in der Finanzverwaltung dem Rentamt Kulmbach. In der freiwilligen Gerichtsbarkeit gehörten sechs Anwesen bis 1848 zum Patrimonialgericht Thurnau. 1856 wurde Döllnitz an das Rentamt Thurnau überwiesen (1919 in Finanzamt Thurnau umbenannt). Ab 1862 gehörte Döllnitz zum Bezirksamt Kulmbach (1939 in Landkreis Kulmbach umbenannt). Die Gerichtsbarkeit blieb beim Landgericht Thurnau (1879 in das Amtsgericht Thurnau umgewandelt), seit 1929 ist das Amtsgericht Kulmbach zuständig. Die Finanzverwaltung wurde 1929 vom Finanzamt Kulmbach übernommen. Die Gemeinde hatte eine Gebietsfläche von 4,258 km².
Am 1. Januar 1972 wurde die Gemeinde Döllnitz nach Kasendorf eingegliedert.

### Baudenkmäler
- Haus Nr. 17: Wohnstallhaus
- Haus Nr. 37: Ehemalige Pulvermühle
- Haus Nr. 41: Ehemaliges Schulhaus
- Brunnen
- Kriegerdenkmal
- Grenzstein

### Einwohnerentwicklung
Gemeinde Döllnitz
| Jahr      | 1818  | 1840   | 1852   | 1855   | 1861   | 1867   | 1871   | 1875   | 1880   | 1885   | 1890   | 1895   | 1900   | 1905   | 1910   | 1919   | 1925   | 1933   | 1939   | 1946   | 1950   | 1952   | 1961   | 1970   |
| Einwohner | 241   | 259    | 270    | 293    | 332    | 290    | 281    | 264    | 276    | 263    | 246    | 274    | 238    | 242    | 244    | 236    | 249    | 255    | 258    | 377    | 384    | 323    | 299    | 272    |
| Häuser    | 39    |        |        |        |        |        | 48     |        |        | 50     | 49     |        | 48     |        |        |        | 46     |        |        |        | 53     |        | 62     |        |
| Quelle    | [ 9 ] | [ 14 ] | [ 14 ] | [ 14 ] | [ 15 ] | [ 16 ] | [ 17 ] | [ 18 ] | [ 19 ] | [ 20 ] | [ 21 ] | [ 14 ] | [ 22 ] | [ 14 ] | [ 23 ] | [ 14 ] | [ 24 ] | [ 14 ] | [ 14 ] | [ 14 ] | [ 25 ] | [ 14 ] | [ 10 ] | [ 26 ] |

Ort Döllnitz
| Jahr      | 001809 | 001818 | 001861 | 001871 | 001885 | 001900 | 001925 | 001950 | 001961 | 001970 | 001987 |
| Einwohner | 198    | 241 *  | 305    | 258    | 243    | 217    | 238    | 370    | 287    | 259    | 152    |
| Häuser    |        | 39 *   |        |        | 47     | 45     | 44     | 51     | 60     |        | 47     |
| Quelle    | [ 27 ] | [ 9 ]  | [ 15 ] | [ 17 ] | [ 20 ] | [ 22 ] | [ 24 ] | [ 25 ] | [ 10 ] | [ 26 ] | [ 1 ]  |

## Religion
Döllnitz ist seit der Reformation evangelisch-lutherisch geprägt und nach St. Johannes (Kasendorf) gepfarrt.